# Amblyomma beaurepairei
Amblyomma beaurepairei är en fästingart som beskrevs av Vogelsang och Santos Dias 1953. Amblyomma beaurepairei ingår i släktet Amblyomma och familjen hårda fästingar.
Artens utbredningsområde är Venezuela. Inga underarter finns listade i Catalogue of Life.